# Большой Путинковский переулок
Большо́й Путинко́вский переу́лок (в 1928—1993 годах — прое́зд Скворцо́ва-Степа́нова) — переулок в Центральном административном округе города Москвы. Проходит от Пушкинской площади до Нарышкинского проезда. Нумерация домов ведётся от Пушкинской площади.

## Происхождение названия
Название Большого и Малого Путинковских переулков возникло в XIX веке по местности Путинки. В XVI—XVII веках здесь находился Путевой посольский двор. Отсюда, за пределами Белого города, расходились пути на Дмитров и в Тверь. На Малой Дмитровке расположена Церковь Рождества Богородицы в Путинках.

## История
В 1928 году переулок стал именоваться проездом Скворцова-Степанова в честь советского партийного и государственного деятеля И. И. Скворцова-Степанова. В 1993 году переулку было возвращено историческое наименование.

## Примечательные здания и сооружения
По нечётной стороне:
- № 1/2 Доходный дом церкви Рождества Богородицы, что в Путинках 1911.
- № 5 — Типография П. П. Рябушинского «Утро России» (1907—1909, арх. Ф. О. Шехтель; 1913—1914, арх. П. А. Заруцкий, 2000 год — восстановлен первоначальный вид[1])

По чётной стороне:
- № 2 —
- № 4 —
- № 10 - Гостиница Страстного монастыря, 1900г.